# کفر بطیخ
کفر بطیخ (به عربی: کفر بطیخ) یک روستا در سوریه است که در ناحیه سراقب واقع شده‌است. کفر بطیخ ۳٬۱۶۶ نفر جمعیت دارد.